# Christian Thomsen Christensen
Christian Thomsen Christensen, född den 26 januari 1832 i Köpenhamn, död där den 26 januari 1905, var en danskamerikansk militär och affärsman.
Christensen begav sig 1850 till New York och anställdes där 1855 i en bank. Vid inbördeskrigets utbrott 1861 ingick han, som var ivrig republikan, i ett kompani av skandinaviska frivilliga och avancerade från löjtnant till brigadgeneral.
Efter kriget återvände Christensen till affärslivet och innehade från 1880 en viktig position vid ett av stadens största bankirhus. 1869-1873 var han dansk konsul och sedermera på flera sätt ett starkt stöd för sina emigrerade landsmän.

## Utmärkelser
- Riddare av Dannebrogorden,  1868[3]
- Dannebrogsmännens hederstecken,  1873[3]

[Redigera Wikidata]